# Mickey Baker
MacHouston Baker (Louisville, 15 de octubre de 1925 - Toulouse, 27 de noviembre de 2012), conocido como Mickey Baker y Mickey "Guitar" Baker, fue un guitarrista estadounidense. Es ampliamente considerado una fuerza fundamental en los géneros de rhythm and blues y el rock and roll, junto con Bo Diddley, Ike Turner, y Chuck Berry.

## Primeros años
Baker nació en Louisville, Kentucky. Su madre era negra, y su padre, a quien nunca había conocido, se creía que era blanco. Su tez clara y pelo rojo apoyan esta teoría.
En 1936, a la edad de 11, Baker estuvo en un orfanato. Él se escapaba con frecuencia, y tuvo que ser recuperado por el personal de St. Louis, New York City, Chicago y Pittsburgh. Eventualmente el orfanato renunció a buscarlo, y a la edad de 16 se quedó en la ciudad de Nueva York. Encontró trabajo como peón y luego como lavavajillas. Pero después de pasar tiempo en los pasillos de la piscina de la calle 26, abandonó el trabajo para trabajar a tiempo completo en una piscina de tiburones.
A los 19 años, Baker decidió hacer un cambio en su vida. Volvió a lavar platos, y estaba decidido a convertirse en un músico de jazz. La trompeta era su primera opción de instrumento, pero con sólo $ 14 ahorrados, no pudo encontrar una casa de empeño con cualquier cosa, pero si guitarras por ese precio.
Se matriculó en la Escuela de Música de Nueva York, pero encontró el ritmo de aprendizaje muy lento. Abandonó la escuela y decidió aprender por sí mismo, pero renunció poco después. Seis meses más tarde, se encontró con un guitarrista callejero que le inspiró para empezar de nuevo. Continuó tomando clases particulares de diferentes maestros en los años siguientes. Su estilo musical fue influenciado por el saxofonista Charlie Parker.

## Carrera
En 1949, Baker tenía su propio combo, y unos pocos empleos bien remunerados. Decidió mudarse al oeste, pero se encontró con que el público no era receptivo a la música de jazz progresivo. Se quedó sin trabajo en California, cuando vio un espectáculo del guitarrista de blues Pee Wee Crayton. Baker dijo del encuentro:
"Le pregunté a Pee Wee, '¿Quiere decir que usted puede hacer dinero tocando esas cosas en la guitarra?' Aquí él conducía gran Eldorado color blanco y tenía un enorme autobús para su banda. Así que empecé a doblar cuerdas. Me estaba muriendo de hambre hasta la muerte, y el blues era sólo una cosa financiera para mí entonces".
Encontró un par de puestos de trabajo en Richmond, California, e hizo el dinero suficiente para regresar a Nueva York.
Después de regresar al este, Baker comenzó a grabar para Saboya, King y Atlantic Records. Hizo sesiones con Doc Pomus, The Drifters, Ray Charles, Ivory Joe Hunter, Ruth Brown, Big Joe Turner, Louis Jordan, Coleman Hawkins, y muchos otros artistas. Durante este tiempo, Baker (junto con Paramour Crampton o Connie Kay en la batería, Sam "The Man" Taylor el tenor, y Lloyd Trotman en el bajo) tocaron en numerosas discos de éxito en las discrográficas del Atlantic, Saboya y King.
Inspirado por el éxito de Les Paul & Mary Ford, formó el dúo pop Mickey & Sylvia (con Sylvia Robinson, una de sus estudiantes de guitarra) a mediados de la década de 1950. En conjunto, tenían un hit single con "Love Is Strange "en 1956. El dúo se separó a finales de 1950, pero esporádicamente trabajaron juntos en las pistas adicionales hasta mediados de la década de 1960.
Fue en esta época que se trasladó a Francia, donde trabajó con Ronnie Bird y Chantal Goya e hizo algunos discos de solo. Permaneció en Francia por el resto de su vida. Hasta el final de su vida, Baker rara vez estaba sin trabajo.

## Muerte
Baker murió el 27 de noviembre de 2012 cerca de Toulouse, Francia, a los 87 años de edad. Su esposa María, dijo que murió del corazón e insuficiencia renal. Su cuerpo descansa en el cementerio de Montastruc-la-Conseillere en el Alto Garona.

## Créditos
Su forma de tocar la guitarra, y en ocasiones su voz, aparecieron en los siguientes discos:
- "Money Honey" - Clyde McPhatter con The Drifters, 1953
- "(Mama) He Treats Your Daughter Mean" - Ruth Brown[2] 1953
- "Shake, Rattle and Roll" - Big Joe Turner, 1954
- "Need Your Love So Bad" - Little Willie John,[10]  1955
- "Whole Lotta Shakin' Goin On" - Big Maybelle, 1955
- "Love Is Strange" - Mickey & Sylvia, 1956
- "Caldonia", - Louis Jordan, 1956
- "It's Gonna Work Out Fine" - Ike & Tina Turner, 1961

## Discografía
- Wildest Guitar (1959)
- But Wild (1963)
- Mississippi Delta Dues (1973)
- Take A Look Inside (1973)
- Blues & Jazz Guitar (1976)
- The Legendary Mickey Baker (1992)

Con Ruth Brown
- Ruth Brown (Atlántico, 1957)
- Miss Rhythm (Atlántico, 1959)

Con Al Hibbler
- After the Lights Go Down Low (Atlántico 1957)